# Pelade (médecine)
Pour les articles homonymes, voir Pelade.

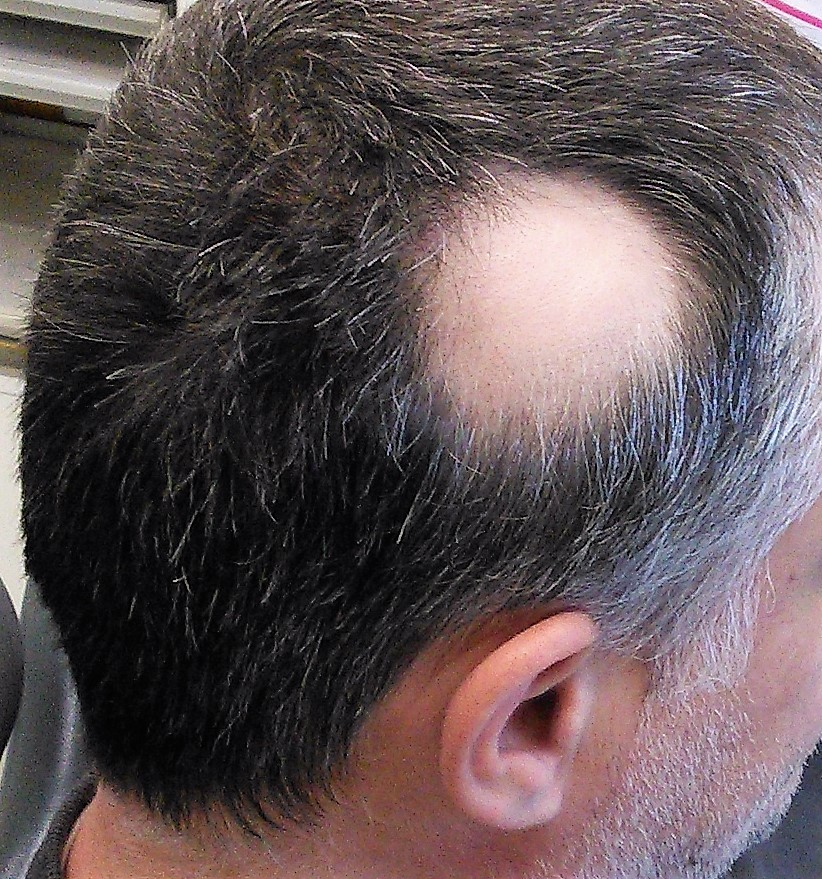
Alopécie areata sur le cuir chevelu.

La pelade est un type d'alopécie, probablement d'origine auto-immune, provoquant la chute des cheveux et/ou des poils sur des zones délimitées. Elle est spécifique des phanères.

## Formes de pelades
Il existe principalement trois formes de pelade :
- alopécie areata (atteinte localisée par plaques) ;
- alopécie totalis (atteinte localisée à la tête) ;
- alopécie universalis (atteinte généralisée à l'ensemble du corps).

## Origine
La cause déclenchante de la pelade reste inconnue, mais un mécanisme auto-immun qui conduit à une attaque du système pileux par le système immunitaire est responsable de l'atteinte. Il existe un terrain génétique prédisposant, en effet le risque est multiplié par 5 ou 10 lorsqu’un parent de premier degré en est atteint, avec un taux de concordance de 55 % pour les jumeaux homozygotes.

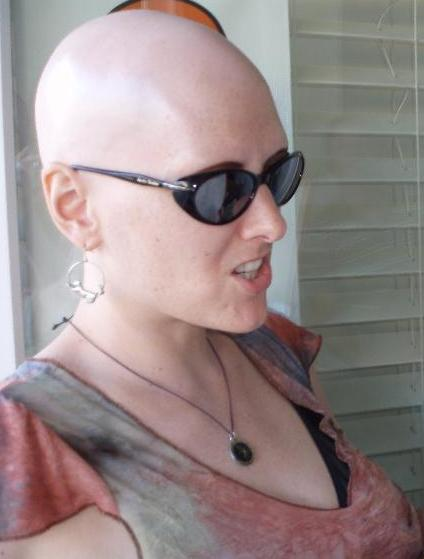
Femme atteinte d'alopécie totalis.

Le risque de développer durant sa vie une alopécie de type areata est d'un peu moins de 2 %, quel que soit le sexe. L'atteinte survient dans près de la moitié des cas chez le jeune de moins de 20 ans. Moins d'un cas sur dix évolue vers une forme sévère.
Le cheveu, en bordure de zone, est plus épais à sa distalité qu'à son origine. L'analyse au microscope de la peau de la zone (histologie) montre que le follicule pileux est entouré de lymphocytes, cellules de l'immunité. Le follicule pileux n'est pas détruit, ce qui explique la régression ou la guérison possible de l'alopécie. Cet examen n'est, le plus souvent, pas nécessaire pour confirmer le diagnostic.

## Évolution
L'évolution se fait vers l'amélioration ou la guérison dans près de la moitié des cas en un mois, mais les récidives sont fréquentes. Par exemple, 60 % des pelades présentant une atteinte de moins 40 % de la surface du cuir chevelu repoussent totalement sans traitement en six mois ; 15 à 25 % des pelades totales de plus d’un an repoussent spontanément ou sous placebo.

## Traitement

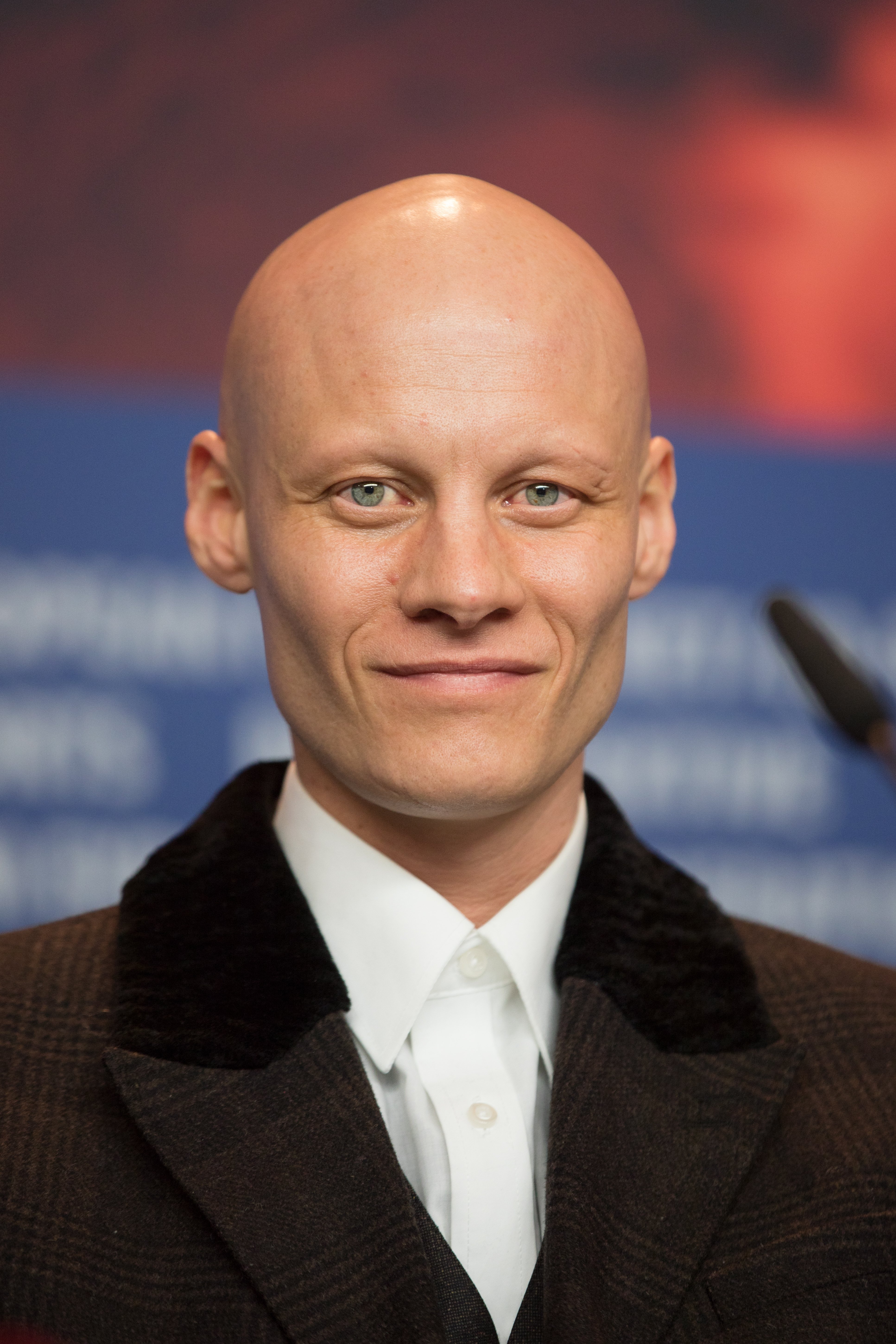
Le comédien franco-islandais Tómas Lemarquis est atteint d'alopécie universalis.

Les formes modérées ne nécessitent pas de traitement, si ce n'est cosmétique. Le traitement ne fait pas l'objet d'un consensus. L'injection de corticoïdes dans la zone glabre ne se fait plus,. Ces corticoïdes peuvent être utilisés par voie générale, mais au prix d'effets secondaires. Par contre, l'application simple d'une pommade aux corticoïdes n'a pas démontré d'efficacité. Les pommades au 2,3-diphenylcyclopropenone (DPCP) ou à l'acide squaric dibutylester (SADBE) sont d'une efficacité modérée. Les crèmes au dithranol ou à base de minoxidil peuvent être d'un certain apport. Aucun médicament n'a en fait d'autorisation de mise sur le marché en France hormis la PUVA-thérapie.